# Senado

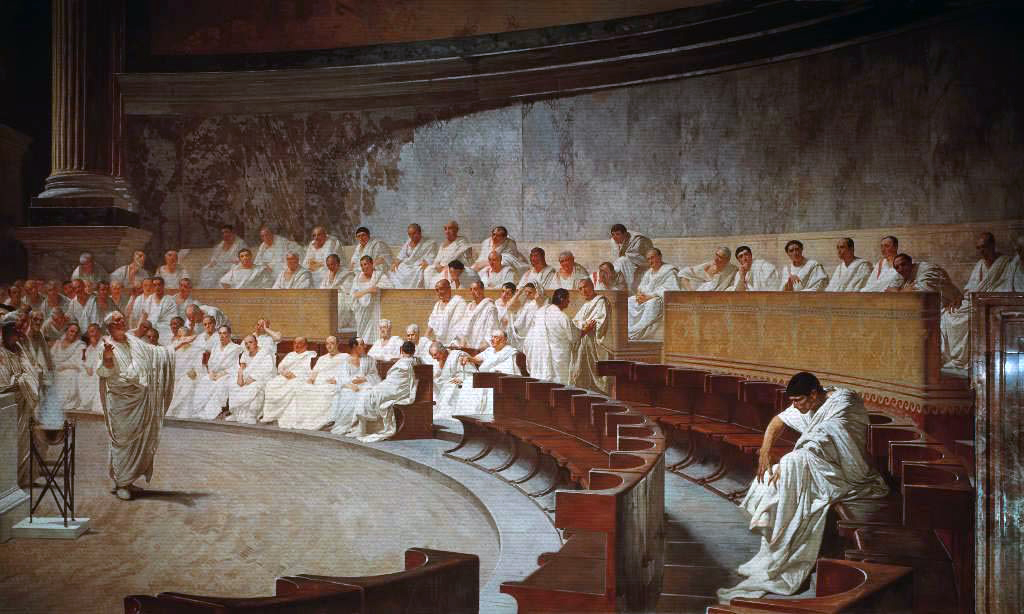
Senado romano.

Se denomina Senado, Cámara de Senadores o Cámara Alta a una de las cámaras que conforman el poder legislativo —Congreso, Asamblea Nacional o Parlamento— en países donde este es bicameral. Existe habitualmente en países con una forma de Estado federal: en estos, el Senado representa a las entidades territoriales —estados, provincias o cantones— que los componen.
El Senado romano fue la primera institución de su tipo y por mucho tiempo considerado como el modelo constitucional en el sentido de cámara revisora.

## Formas de elección del Senado

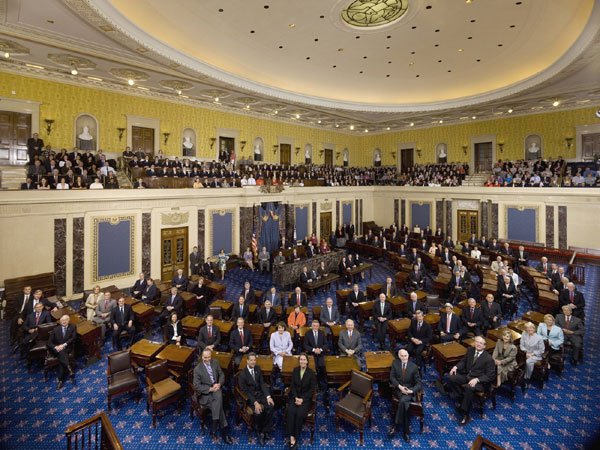
Senado de los Estados Unidos

En la mayoría de los países democráticos, los senadores, nombre que reciben sus miembros, son elegidos por los ciudadanos. Aunque históricamente al considerarse una cámara revisora o de representación de los estados integrantes de una federación, su elección era efectuada en forma indirecta (sistema de electores o por otras instancias legislativas). Tal es el caso del senado francés que es elegido en forma íntegra por un sistema indirecto de grandes electores. Estados Unidos tuvo dicho sistema indirecto hasta 1913, cuando una enmienda constitucional permitió su elección directa y no por las legislaturas estatales como era la práctica constitucional usual (algunos estados desde 1908 empiezan a elegir directamente a sus senadores).
En algunos casos el senado está integrado en su totalidad por miembros nombrados o designados. Como el caso del Senado de Canadá que es íntegramente nombrado por el Gobernador General, según recomendación del primer ministro.
Otro aspecto importante es que la elección y renovación del senado (como cámara alta) se efectúa en algunos casos por partes (la mitad de sus miembros u otras modalidades) en cada elección, a diferencia de la cámara baja que se renueva íntegramente en cada elección. Por tanto la duración del mandato es mayor al de los diputados. Por ejemplo en el Congreso de los Estados Unidos los representantes tienen un mandato de 2 años y renovados en su totalidad, mientras que los senadores de 6 años, renovados por tercios.
Sin embargo, en algunos países, como Alemania tiene un significado diferente. En ciertos Länder, las tres Stadtstaaten (ciudades-estado) Hamburgo, Bremen y Berlín el poder ejecutivo estatal se denomina Senado (Senat).

## Senados nacionales
| - Consejo Federal de Alemania. - Consejo de la Nación de Argelia. - Senado de la Nación Argentina. - Senado de Australia. - Consejo Federal de Austria. - Senado de Bélgica. - Consejo de la República de Bielorrusia. - Cámara de Senadores del Estado Plurinacional de Bolivia. - Casa de los Pueblos de Bosnia y Herzegovina. - Cámara de los Jefes de Botsuana. - Senado de Brasil. - Senado de Burundi. - Senado de Camboya - Senado de Camerún, aún no instalado. - Senado de Canadá. - Senado de Chile. - Senado de Colombia. - Senado de la República del Congo. - Senado de la República Democrática del Congo. - Consejo Consultivo de Egipto. - Consejo Nacional de Eslovenia. - Senado de España. - Senado de los Estados Unidos. - Consejo de la Federación de Etiopía. - Senado de Filipinas. - Senado de Finlandia, extinto en 1918. - Senado de Francia. - Senado de Gabón. - Senado de Irlanda. - Senado de la República Italiana. - Cámara de Consejeros de Japón. - Senado de Lesoto. | - Senado de Liberia. - Senado de Madagascar. - Consejo Superior de las Comunidades de Malí. - Cámara de los Consejeros de Marruecos. - Senado de Mauritania. - Senado de México. - Consejo Nacional de Namibia. - Senado de Nigeria. - Senado de los Estados Generales de Países Bajos. - Senado de Paraguay. - Senado de Polonia. - Senado de Perú, extinto en 1992. Funcionara en julio de 2026. - Senado de Puerto Rico. - Cámara de los Lores - Senado de la República Checa. - Senado de República Dominicana. - Senado de Ruanda. - Senado de Rumania. - Consejo de la Federación de Rusia. - Senado de Senegal. - Consejo Nacional de las Provincias de Sudáfrica. - Consejo de los Estados de Sudán. - Consejo de los Estados de Suiza. - Senado de Suazilandia. - Senado de Tailandia. - Cámara de los Consejeros de Túnez. - Senado de Uruguay. - Senado de Venezuela, extinto en 1999. - Senado de Zimbabue. |